# Casa Marback
A Casa Marback é uma construção do século XIX que pertenceu à família Marback e está localizada em Salvador, município capital do estado brasileiro da Bahia.

## História

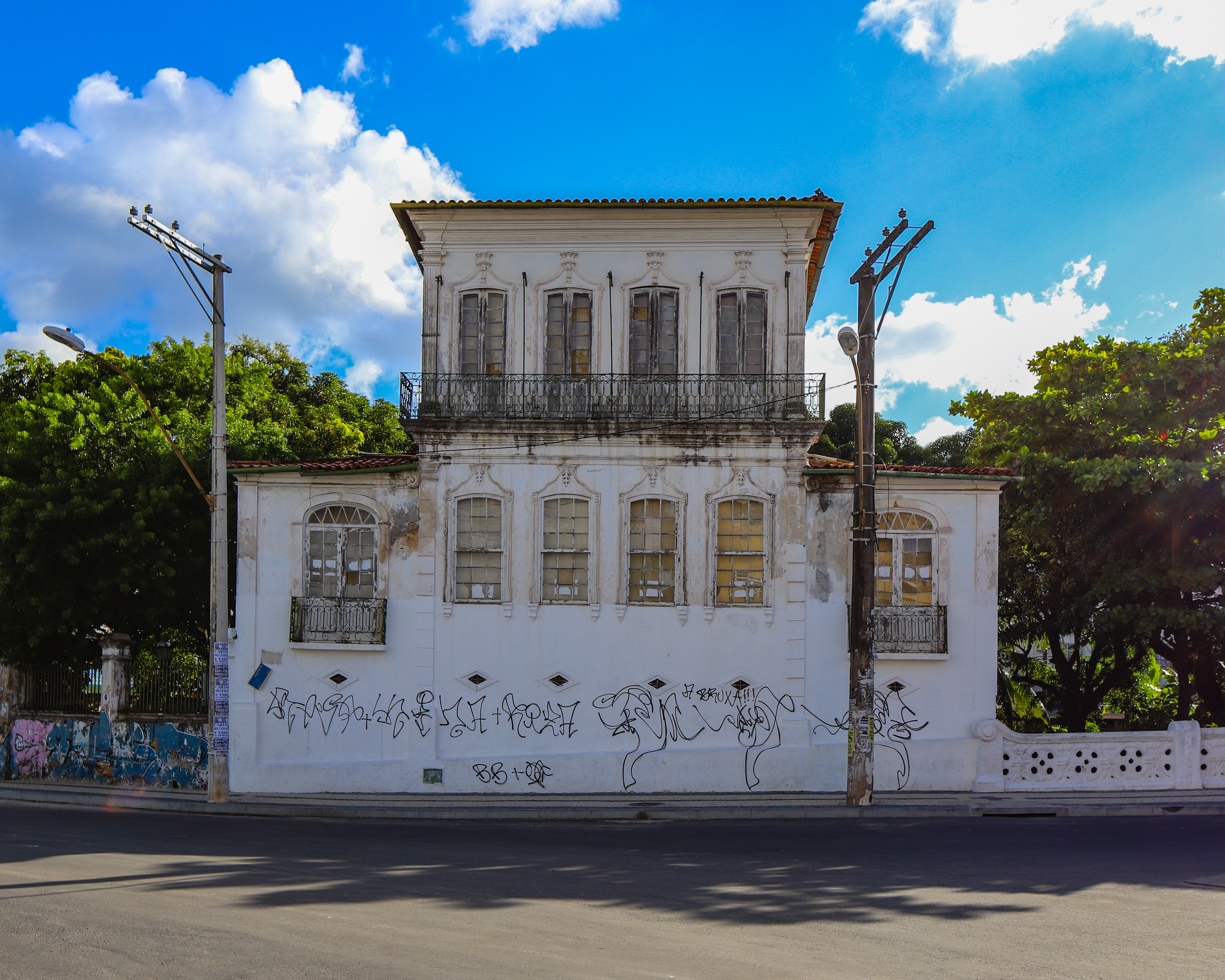
Vista dos fundos

Os primórdios da Casa Marback remontam a um documento de venda de Luiz da Penha França para o coronel Francisco Maria Sodré Pereira, Barão de Alagoinhas, em dezembro de maio de 1828. Assume-se que Luiz da Penha foi quem construiu a casa, porém o terreno era arrendado.
Em posse de Francisco Maria Sodré Pereira, este não chegou a efetuar o pagamento total nem o pagamento do arrendamento do terreno, levando a propriedade à leilão.

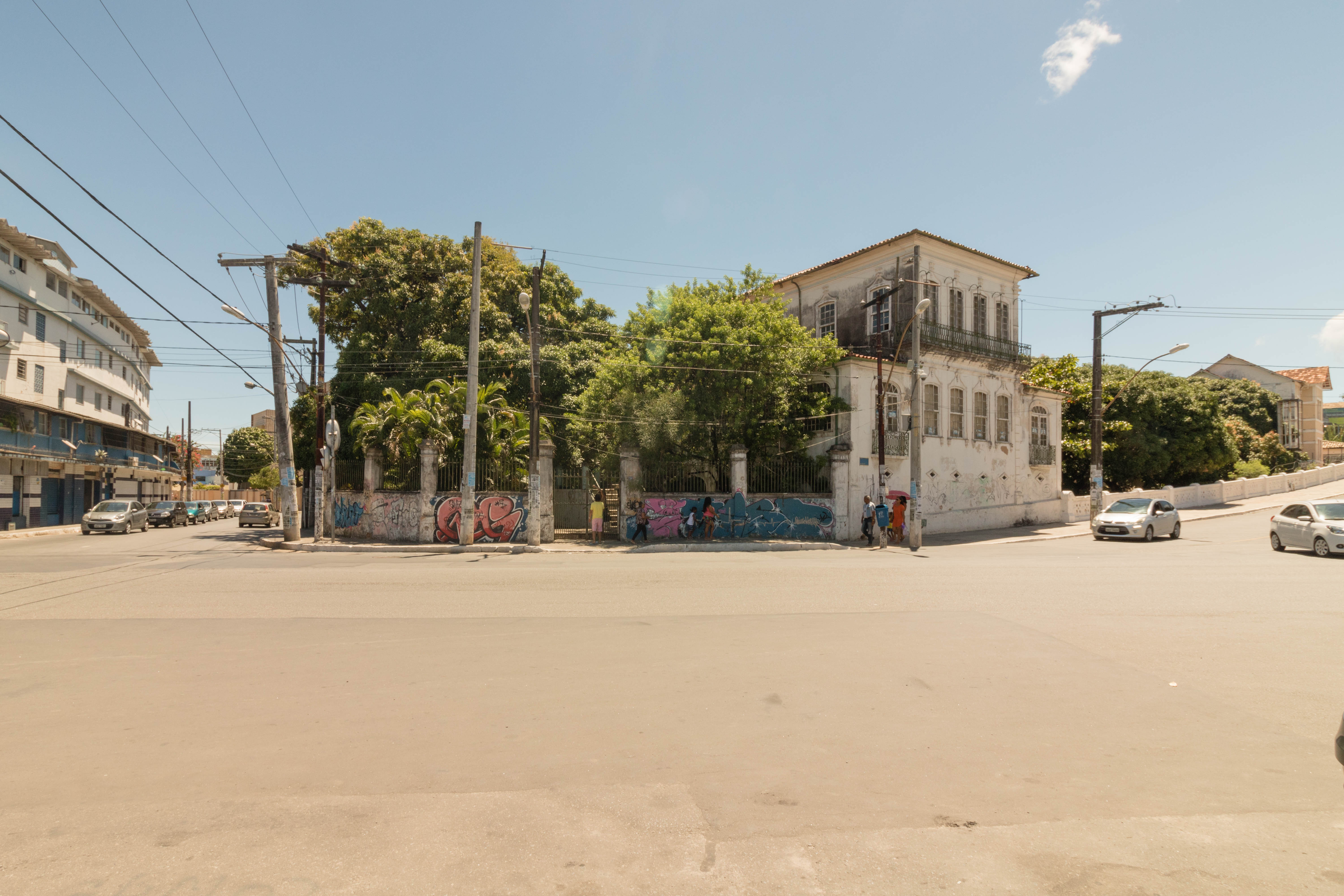
Vista lateral

Henrique Samuel Marback, de origem inglesa, sócio da firma de navios de cabotagem Marback, Gantois & Cia, iniciou as negociações para adquirir o imóvel e seu filho Samuel Augusto Marback as finalizou. A casa encontrava-se em ruínas e foram feitas várias reformas e obras de restauro entre 1855 e 1858. Enquanto poucos documentos foram guardados da época em que a propriedade estava em mãos brasileiras, todos os recibos das reformas foram mantidos pelo proprietário inglês.
Após a morte de Henrique Samuel Marback, a casa foi transferida para seu único filho, Samuel Augusto Marback, que implantou a primeira fábrica de sabão em barras em Salvador. Este casou-se com dona Carolina Amália de Lassance, irmã do general Guilherme Carlos de Lassance e Cunha e assim surgindo o nome Guilherme na família Marback.
O imóvel ficou em posse da família Marback por mais de cem anos.

## Arquitetura e decoração
A Casa Marback é um sobrado urbano, com cerca de mil e setecentos metros quadrados de área construída. A casa possui dezenove cômodos, com dois pavimentos e um mirante. Tem duas galerias laterais envidraçadas e uma escadaria frontal dupla que dá acesso ao pavimento nobre.
Com base nos recibos das reformas efetuadas pela família Marback, foi possível identificar as primeiras obras para manter a estrutura da casa, onde compraram tábuas de madeira de lei (cedro, louro) assim como tábuas de pinho, vigas, renovação das bicas.
Já após a morte de Henrique, o imóvel passa a ser ocupado por seu filho Samuel que também adquire mobílias novas, porém já não mais de empresas estrangeiras. Ele solicita a encomenda para um dos melhores marceneiros da época, Manoel Vitorino.